# Vallée des Ignorants
 (avril 2024).

Les zones non couvertes par la télévision ouest-allemande (en noir). Les principales antennes de diffusion sont marquées en rouge.

La Vallée des Ignorants — en allemand Tal der Ahnungslosen — était, dans la culture de l'Allemagne de l'Est, une désignation sarcastique des deux régions du sud-est et du nord-est de l'Allemagne de l'Est qui n'étaient pas en mesure de recevoir des émissions de télévision de l'Allemagne de l'Ouest ; du milieu des années 1950 jusqu'au début des années 1990,.
Une plaisanterie est-allemande disait que l'abbréviation ARD signifiait en réalité Außer (sauf) Rügen und Dresden, car les programmes de ce diffuseur pouvaient être vus dans toutes les autres régions de l'Allemagne de l'Est à l'exception de ces deux villes et de leurs alentours. Les chaînes de télévision ouest-allemandes étaient largement considérées comme étant plus fiables dans leur couverture que leurs homologues communistes est-allemandes, Fernsehen der DDR, et par conséquent, les personnes qui ne pouvaient pas capter ces chaînes étaient considérées comme moins bien informées de la situation contemporaine dans leur pays et dans le monde, ce malgré l'accès à certaines radios occidentales. Les radiodiffuseurs ouest-allemands ont pris des mesures pour couvrir la plus grande partie possible de l'Allemagne de l'Est, en construisant des sites d'émetteurs de grande puissance sur le terrain le plus élevé possible près de la frontière (ainsi qu'à Berlin-Ouest) et en plaçant ARD sur les canaux VHF bande I qui émettaient le plus loin possible. 
Tony Judt a écrit qu'au milieu des années 1980, les autorités ont fait passer un câble de l'Allemagne de l'Ouest à la région de Dresde, comme il le dit, « dans l'espoir que si les Allemands de l'Est pouvaient regarder la télévision ouest-allemande chez eux, ils ne ressentiraient pas le besoin d'émigrer »... Dans les faits, une étude réalisée en 2009 sur les documents ouverts de la Stasi a révélé que le mécontentement à l'égard du régime était plus élevé dans la « Vallée des Ignorants ».
Il a été constaté que les effets de ces différences d’exposition médiatique perdurent une décennie après la réunification allemande, ceux qui ne sont pas exposés aux émissions de télévision occidentales étant moins enclins à croire que c'est l’effort, plutôt que la chance, qui détermine le succès dans la vie.